# Herman Friele
Herman Friele (21 août 1943) est un homme politique norvégien.
Il est maire conservateur de Bergen (Norvège) de 2001 à 2007. En 2005, il se prononce pour l'entrée du parti du progrès (parti populiste de droite radicale) dans le gouvernement du pays.
Il est aussi l'héritier de l'entreprise de torréfaction du même nom et a reçu de ce fait le surnom de Roi du Café. Environ 35 % du café consommé en Norvège est du café Friele. Le siège social se trouve à Midtun, en banlieue de Bergen.